# Lauretta Cipriani
Lauretta Cipriani Parra (Trinidad, 12 febbraio 1795 – Firenze, 5 agosto 1869) è stata una patriota italiana.

## Biografia
Lauretta Felice Cipriani, vedova Parra, nota soprattutto come moglie del patriota Giuseppe Montanelli (1813 - 1862), nasce a Port of Spain nell'isola di Trinidad il 12 febbraio 1795 dal patrizio Giovanni Antonio e Sofia Lieutaud. Giovanissima viene condotta a Livorno presso lo zio Anton Giulio Cipriani, perché si occupi della sua educazione e sistemazione; studierà fino al 1812 presso il Conservatorio di Ripoli, in via della Scala a Firenze, condotto dalle Suore Montalve.
Nel 1814 sposa Giuseppe di Lupo Parra, possidente di San Prospero, presso Pisa; dal matrimonio nasceranno Antonio, Pietro, Emilia e Sofia. Prenderà parte alla vita culturale e mondana di Pisa, frequentando i salotti cittadini. Nel 1821 avrà una appassionata relazione con Costantino Caradja, di origine fanariota, giovane figlio dell'Ospodaro Ioan Caradja, che si diceva fuggito dalla Valacchia con ingenti ricchezze, grazie all'appoggio di Metternich, e rifugiatosi a Livorno. Lauretta si adopererà per la causa greca e penserà di partire con Costantino per la Morea, ma la tratterrà l'affetto per i figli.
Rimasta vedova nel 1822, abiterà a Palazzo Grassi e sarà a lungo in conflitto con i cognati per sostenere il diritto di una donna di allevare ed educare la prole. Conoscerà a Pisa il principe russo Nicolaj Dolgorukij, già generale nella guerra patriottica del 1812, che la aiuterà nelle cause contro i cognati e le farà amare la pittura l'arte. Abile nel disegno, conoscitrice della musica, pianista e apprezzata cantante, sarà amica di Giacomo Leopardi, che frequenterà a Pisa nell'autunno del 1827 e la citerà più volte nelle sue lettere, e resterà per anni in contatto con Alessandro Poerio.
Nel 1830 - 1831 è a Parigi, riponendo grandi speranze in Luigi Filippo d'Orléans. Tornata, delusa, in Italia, conoscerà a Pisa Giuseppe Montanelli, compagno di studio dei figli, poi sposato segretamente nel 1848, al ritorno del patriota dalla prigionia dopo la partecipazione alla battaglia di Curtatone.

## Attività politica
Donna colta e vivace, sensibile alle cause nazionali, partecipa attivamente alle politiche risorgimentali; in età matura terrà un suo salotto politico e letterario nel Palazzo Lupo Parra, accanto al Caffè dell'Ussero nel lungarno pisano. Cugina di Leonetto Cipriani, futuro Governatore delle Romagne, sarà con lui in perpetuo conflitto di idee e di carattere, appoggiata nelle sue posizioni dallo stesso Montanelli. A fianco del marito durante il Governo provvisorio toscano del 1849 e poi nei dieci anni d'esilio a Parigi, avrà influenza sulle posizioni politiche di lui, lo appoggerà nella visione federalista, lo faciliterà nei contatti con i napoleonidi e ne sarà valida collaboratrice nell'attività di giornalista e di scrittore, a partire dal periodico L'Italia e per la redazione delle opere composte lontano dal suo paese, come documenta la ricca corrispondenza.
Auspicherà a lungo un ruolo politico primario per Montanelli, incoraggiandolo nel 1859 nei contatti e colloqui con Napoleone III e, dopo l'Unità d'Italia, nella nuova candidatura a deputato.
Rimasta vedova nel 1862 trascorre gli ultimi anni di vita a Fucecchio, riordinando l'archivio e gli scritti editi e inediti del marito. Muore a Firenze il 5 agosto 1869.